# Vキシ
『Vキシ』（ヴィキシ）は、レキシの5枚目のアルバム。2016年6月22日に伽羅古録盤（Victor Entertainment）より発売された。

## 解説
2014年にリリースした前作から約2年ぶりとなるアルバムで、アルバムタイトルはローマ数字で「5」を意味する「V」と、5枚目のアルバムであることを掛けて命名した。
前年11月リリースのファースト・シングル「SHIKIBU」を含め全10曲を収録し、レギュラー・ゲストの足軽先生こといとうせいこう、シャカッチことハナレグミに加え、キュウソネコカミ、後藤正文、チャットモンチー、松たか子が参加している。
本人+参加ミュージシャンによる手書きジャケットの完全生産限定盤（CD＋DVD）、CD＋DVD、CDのみの3種類を発売し、完全生産限定盤は、今作のアーティスト写真である一休さん（いっきゅうさん）にかけて11,930枚を生産。DVDにはバラエティー番組風ドキュメンタリー〈レキシ池ちゃんと元気出せ！遣唐使、百休と行く「いい旅レキシ気分〜一休さんを巡る度〜」〉とレコーディング・ドキュメンタリーを収録。
「KMTR645」のタイトルは共作したキュウソネコカミの楽曲「KMDT25」から引用したもの。

## 収録曲
| #   | タイトル                              | 作詞                     | 作曲                     | 編曲                                        | 時間 |
| --- | ------------------------------------- | ------------------------ | ------------------------ | ------------------------------------------- | ---- |
| 1.  | 「牛シャウト!」                       | 池田貴史                 | 池田貴史                 | 池田貴史、ヒロ出島、TAKE島流し (ホーン編曲) | 3:11 |
| 2.  | 「KMTR645 feat. ネコカミノカマタリ」  | 池田貴史、ヤマサキセイヤ | 池田貴史、ヤマサキセイヤ | キュウソネコカミ、池田貴史                  | 4:15 |
| 3.  | 「一休さんに相談だ」                  | 池田貴史                 | 池田貴史                 | 池田貴史                                    | 3:21 |
| 4.  | 「古今 to 新古今」                    | 池田貴史                 | 池田貴史                 | 池田貴史、TAKE島流し (ホーン編曲)           | 4:53 |
| 5.  | 「やぶさめの馬 feat. ハッピー八兵衛」 | 池田貴史                 | 池田貴史                 | 池田貴史                                    | 4:24 |
| 6.  | 「SHIKIBU feat. 阿波の踊り子」        | 池田貴史                 | 池田貴史                 | 池田貴史                                    | 4:00 |
| 7.  | 「寺子屋FUNK feat. シャカッチ」       | 池田貴史                 | 池田貴史                 | 池田貴史、TAKE島流し（ホーン編曲）          | 2:42 |
| 8.  | 「旧石器ベイベ feat. 足軽先生」       | いとうせいこう、池田貴史 | 池田貴史                 | 池田貴史、ヒロ出島                          | 4:34 |
| 9.  | 「刀狩りは突然に」                    | 池田貴史                 | 池田貴史                 | 池田貴史、TAKE島流し（ホーン編曲）          | 5:39 |
| 10. | 「最後の将軍 feat. 森の石松さん」     | 池田貴史                 | 池田貴史                 | 池田貴史                                    | 4:22 |

| #  | タイトル | 作詞 | 作曲・編曲 | 時間  |
| -- | --- | ---- | ---------- | ----- |
| 1. | 「バラエティー番組風ドキュメンタリー<レキシ池ちゃんと元気出せ!遣唐使、百休さんと行く「いい旅レキシ気分〜一休さんを巡る旅〜」>」 |      |            | 46:55 |
| 2. | 「レコーディングドキュメンタリー」                                                                                              |      |            | 29:02 |

## 参加ミュージシャン

### 客演
- ネコカミノカマタリ（キュウソネコカミ）   (#2)
  - ヤマサキ春の藩まつり（ヤマサキセイヤ from キュウソネコカミ）
  - カズマックス江戸を疾走る（オカザワカズマ from キュウソネコカミ）
  - 一富士二鷹サンタクロース（カワクボタクロウ from キュウソネコカミ）
  - おら、たかすぎしんのすけ（ヨコタシンノスケ from キュウソネコカミ）
  - 退助は自由だ!（ソゴウタイスケ from キュウソネコカミ）
- ハッピー八兵衛（後藤正文 from ASIAN KUNG-FU GENERATION） (#5)
- 阿波の踊り子（チャットモンチー） (#6)
  - なるとなでしこ（橋本絵莉子 from チャットモンチー）
  - アッ!古今和歌集（福岡晃子 from チャットモンチー）
- 森の石松さん（松たか子） (#10)
- 足軽先生（いとうせいこう） (#8)
- シャカッチ（ハナレグミ） (#1,7,8)

### サポートメンバー
- 健介さん格さん（奥田健介 from NONA REEVES / ギター） (#1,3,5,6,7,8.9)
- TAKE島流し（武嶋聡 / サックス） (#1,4,7,9)
- 蹴鞠chang（玉田豊夢 / ドラムス） (#1,3,4,5,6,7,8,9,10）
- 滝のもとの人麻呂（滝本尚史 / トロンボーン） (#1,4,7,9)
- お台所さま（真城めぐみ from HICKSVILLE） (#1)
- DA小町（町田昌弘 / ギター） (#3,4,5,10)
- 元妹子（村上基 from 在日ファンク / トランペット） (#1,4,7,9）
- ヒロ出島（山口寛雄 / ベース） (#1,3,4,5,6,7,8,9,10）
- 元気出せ！遣唐使（渡和久 from 風味堂 / キーボード） (#1,4)